# فرانک بنفورد

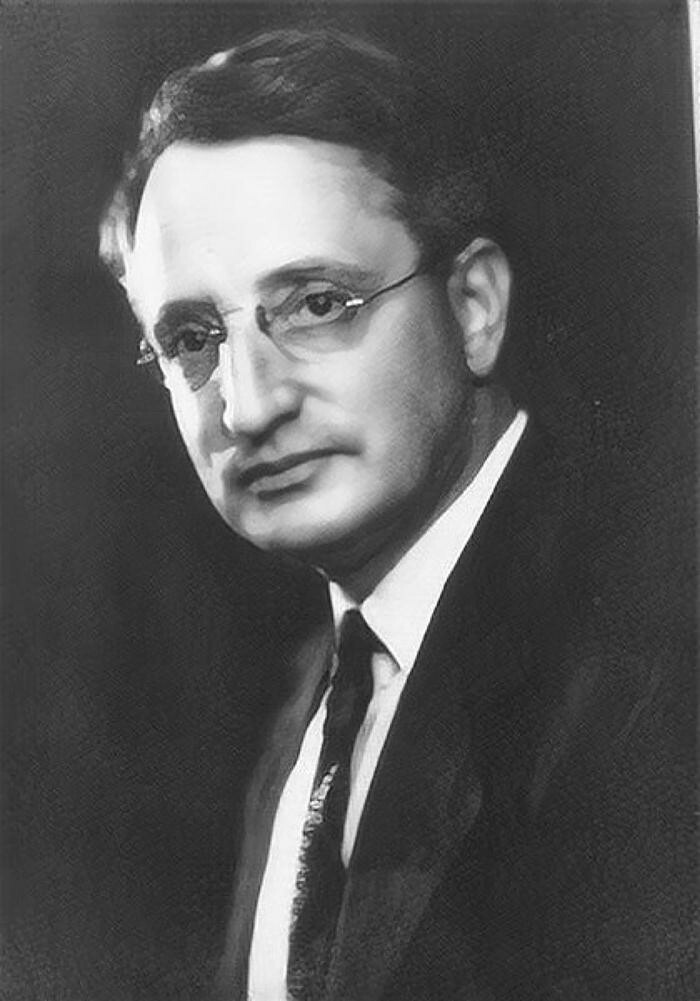
فرانک بنفورد (Frank Benford)

فرانک بنفورد (انگلیسی: Frank Benford؛ زاده ۲ مه ۱۸۸۳ درگذشته ) یک فیزیک‌دان و مهندس برق اهل ایالات متحده آمریکا بود.